# Lucas Franchoys (II)

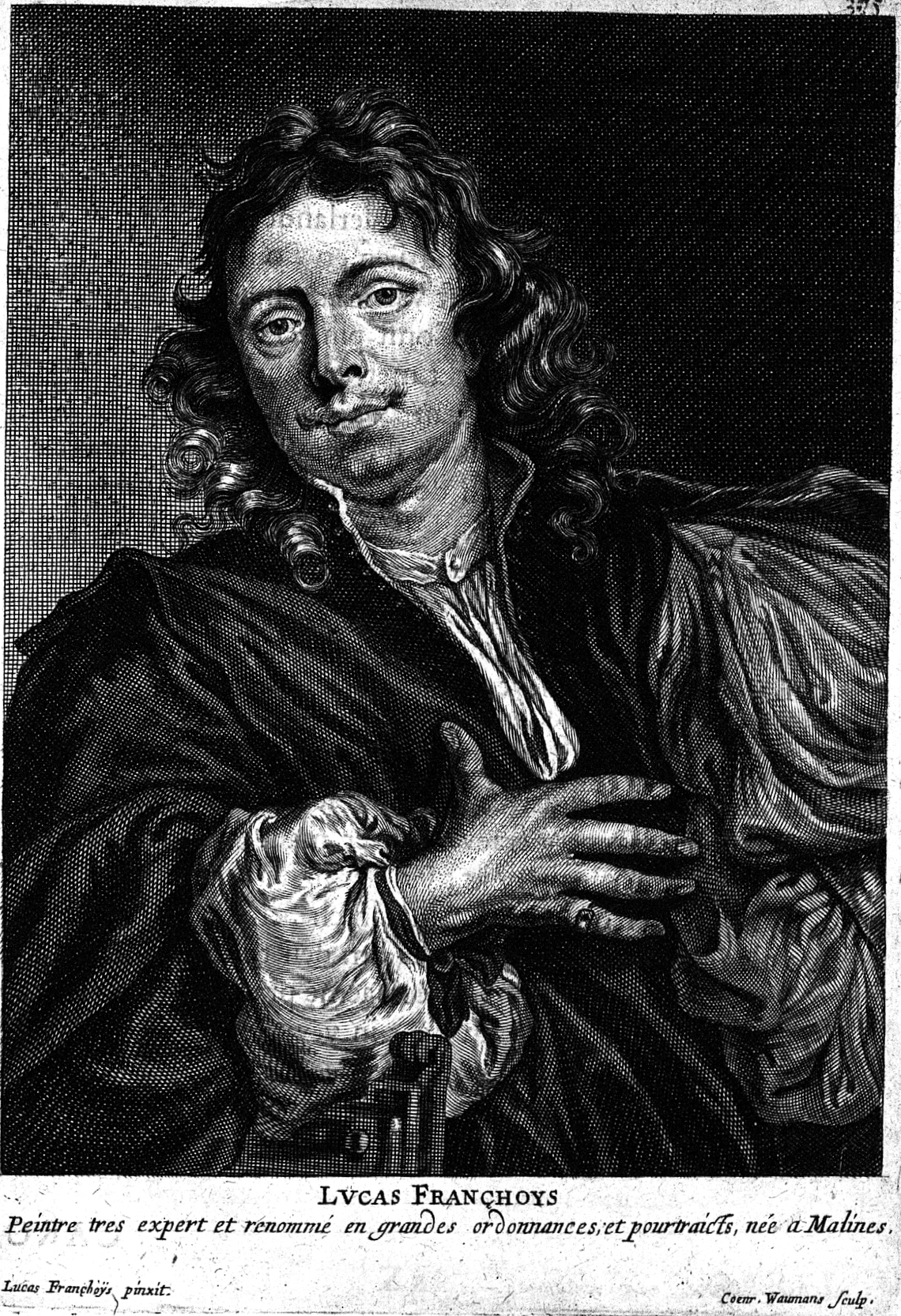
Lucas Franchoys, grabado de Coenraet Waumans, ilustración de Cornelis de Bie, Het Gulden Cabinet, Amberes, 1662.

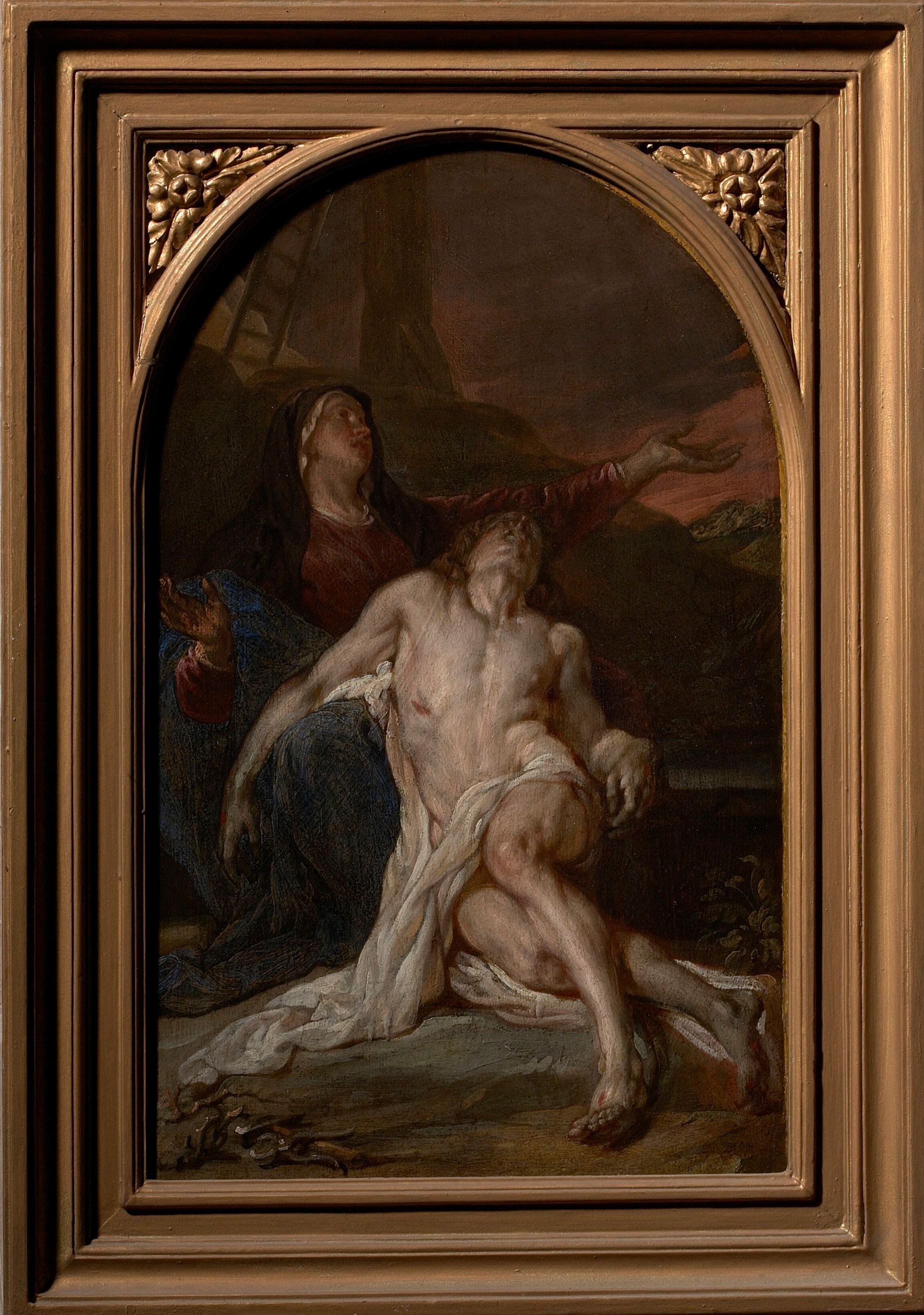
Piedad, óleo sobre cobre, 45 x 29 cm, Malinas, Kerk Sint-Jan-Baptist en Evangelist.

Lucas Franchoys (II) (Malinas, 1616-1681) fue un pintor barroco flamenco.

## Biografía
Hijo de Lucas Franchoys I y de Catharina du Pont, y hermano menor del también pintor Peter Franchoys (1606-1654), fue bautizado en Malinas el 28 de junio de 1616. Su formación probablemente tuviese lugar en el taller paterno, aunque según sus primeros biógrafos habría sido también aprendiz de Rubens, de lo que no existe confirmación documental, y residido en Amberes hasta la muerte del maestro en 1640, trabajando allí con Lucas Achtschellinck, Jacques d'Arthois y otros. En 1649 se encontraba en Tournai, donde se le menciona pintando para las iglesias locales y firmó en 1650 la Adoración de los pastores de la catedral de Nuestra Señora, enteramente rubensiana en las robustas anatomías y la abigarrada composición. Como muy tarde en 1654 se encontraba de regreso en Malinas, pues desde ese año figura inscrito en el gremio de San Lucas de la ciudad, del que en 1663 fue designado decano.  
Casado con Suzanne Thérèsse Wolschaeten, el matrimonio tuvo ocho hijos, entre ellos Lucas Elias Franchoys, que también sería pintor.
En Malinas, sede del Arzobispado y del Tribunal Supremo, trabajó con frecuencia para las parroquias y conventos locales, en pleno auge constructivo y decorativo tras los saqueos y destrucciones del siglo anterior, en un estilo que evidencia los contactos del pintor con los talleres artísticos de Amberes. Como retratista, al contrario, con una producción también abundante, se aproxima con preferencia al estilo calculadamente informal de Anton van Dyck, como se advierte en su Autorretrato conocido únicamente por un grabado de Coenraet Waumans publicado en Het Gulden Cabinet, la colección de biografías de pintores de Cornelis de Bie.